# Indian Mutiny Medal
La Indian Mutiny Medal era una medaglia di campagna militare coniata per ricompensare quanti avessero partecipato alla soppressione dei moti rivoluzionari indiani del 1857-1858.

## Storia
La medaglia venne istituita nel 1858, per quei militari, britannici ed indiani, che avessero prestato servizio nelle operazioni di soppressione dei moti rivoluzionari indiani.
La medaglia venne inizialmente conferita unicamente a quanti avessero fisicamente ingaggiato azioni militari contro i rivoltosi. 
Tuttavia dal 1868 la concessione della medaglia venne estesa a tutti coloro che avevano preso le armi o erano stati sotto il fuoco,
inclusi i membri del sistema giudiziario indiano e del servizio civile indiano che erano stati coinvolti negli scontri, 
In totale vennero concessi circa 290.000 esemplari della medaglia.

## Descrizione
La medaglia è costituita da un disco d'argento sul quale è raffigurata sul diritto l'effigie della regina Vittoria d'Inghilterra rivolto verso sinistra e corredato dal titolo VICTORIA REGINA in latino. Sul retro la medaglia presenta della Britannia armata di scudo e con una corona d'alloro nella mano destra con vicino un leone passante. Attorno alla figura si trova l'iscrizione "INDIA", corredata nella parte inferiore dalla data "1857-1858".
Il nastro era bianco con due strisce rosse al centro.

## Barrette
Vennero autorizzati un massimo di cinque barrette, anche se il massimo di barrette concesse ad una stessa persona furono in numero di quattro. La medaglia venne anche concessa senza barrette soprattutto dopo il 1868.
- Delhi

30 maggio - 14 settembre 1857. Concessa alle truppe che presero parte alla ricattura di Delhi.
- Defence of Lucknow

29 giugno - 22 novembre 1857. Concessa ai difensori ed alle forze al comando di Sir Henry Havelock - Questo esemplare è particolarmente rara e molto ricercata dai collezionisti. La medaglia venne principalmente concessa ai maestri ed agli alunni del La Martiniere College di Lucknow
- Relief of Lucknow

novembre 1857. Concessa alle forze al comando di Sir Colin Campbell che ebbero il compito di riprendere Lucknow.
- Lucknow

novembre 1857 - marzo 1858. Concessa alle truppe al comando di Sir Colin Campbell che vennero coinvolte nelle ultime operazioni dell'area di Lucknow.
- Central India

gennaio - giugno 1858. Contessa a quanti prestarono servizio al comando del Maggiore Generale Sir Hugh Rose nelle azioni contro Jhansi, Kalpi e Gwalior. Venne concessa anche a coloro che prestarono servizio sotto il Maggiore Generale Roberts nel Rajputana Field Force e sotto il Maggiore Generale Whitlock nella Madras Column, sempre tra il gennaio ed il giugno 1858.